# Giải trí khỏa thân

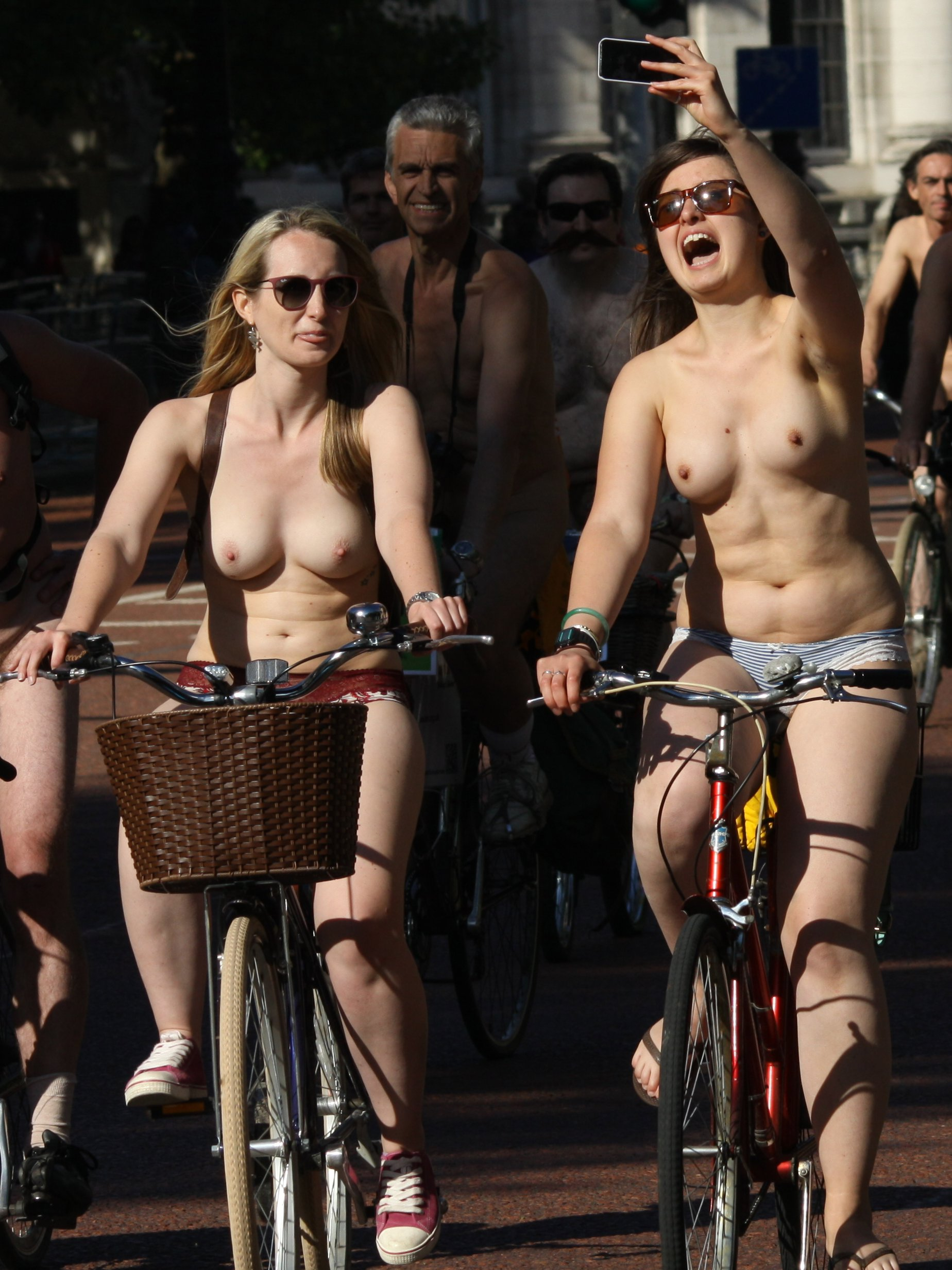
Lễ hội xe đạp khỏa thân ở Luân Đôn năm 2013, đây là hoạt động giải trí khỏa thân thường niên kết hợp phong trào xã hội tranh đấu cho quyền tự do trần truồng

Giải trí khỏa thân (Nude recreation) bao gồm các hoạt động giải trí mà một số người tham gia (người chơi) trong khi đang khỏa thân trần truồng. Trong lịch sử, Thế vận hội Olympic cổ đại là những sự kiện khỏa thân. Vẫn còn một số cộng đồng ở châu Phi, châu Đại Dương và Nam Mỹ tiếp tục tham gia vào các hoạt động công cộng hàng ngày, bao gồm cả thể thao mà không mặc quần áo, trong khi ở hầu hết các hoạt động khỏa thân trên thế giới diễn ra ở không gian riêng tư hoặc khu vực tùy chọn quần áo riêng biệt ở không gian công cộng. Các sự kiện không thường xuyên, chẳng hạn như đạp xe khỏa thân, biểu tình khỏa thân, diễn hành khỏa thân Fantasy Fest, Mardi Gras, Nakukymppi có thể diễn ra ở những khu vực công cộng không được phép khỏa thân. Trong khi các hoạt động giải trí khỏa thân có thể bao gồm các môn thể thao như quần vợt hoặc bóng chuyền, các hoạt động thể thao khỏa thân thường mang tính chất giải trí hơn là mang tính cạnh tranh hoặc có tổ chức.

## Tổng quan

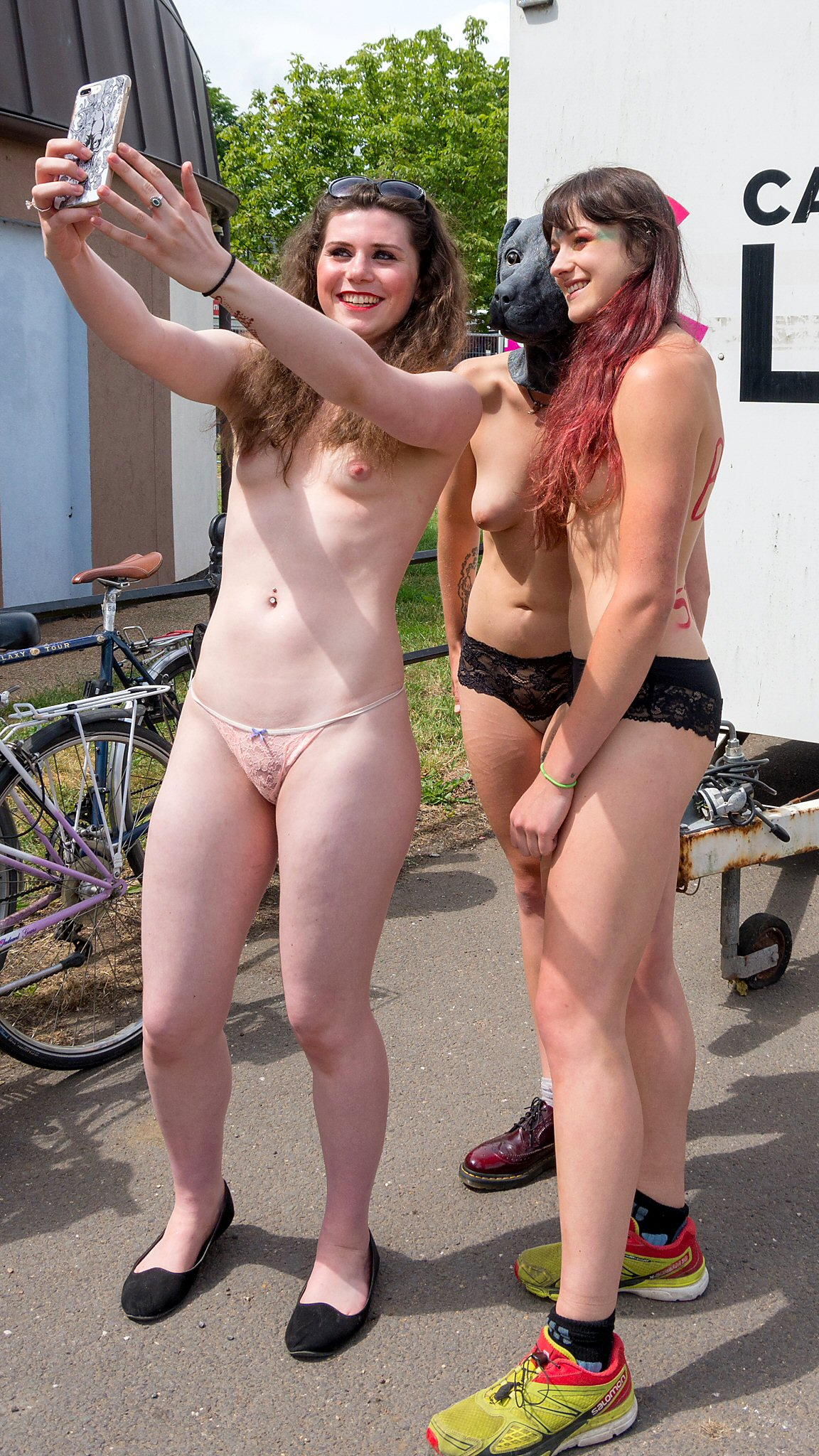
Sở thích khỏa thân nơi công cộng

Giải trí là bất kỳ hoạt động nào của con người được thực hiện để thư giãn (hoặc "chơi"), thư thái trong thời gian rảnh rỗi, an nhàn, trái ngược với những hoạt động cần thiết cho sự sinh tồn, mưu sinh. Về mặt lịch sử, điều này có nghĩa là hoạt động giải trí chỉ tồn tại sau khi xã hội loài người đạt đến giai đoạn mà thời gian nhàn rỗi có tồn tại, có lẽ là vào cuối thời kỳ đồ đá, như được thể hiện qua sự xuất hiện đầu tiên của những bức tranh hang động và dụng cụ âm nhạc. Khái niệm giải trí hiện đại bắt đầu từ nền văn minh cổ đại. Thể thao là bất kỳ hoạt động nào được công nhận là đòi hỏi kỹ năng thể chất. Bất kỳ môn thể thao nào cũng có thể mang tính giải trí cho người tham gia, trong khi xem thể thao là trò giải trí cho khán giả. Chủ nghĩa khỏa thân là một phong trào văn hóa thực hành, ủng hộ và bảo vệ sự khoả thân ở giác độ cá nhân và xã hội, hầu hết nhưng không phải tất cả đều diễn ra trên tài sản tư nhân.
Thuật ngữ chủ nghĩa khỏa thân cũng đề cập đến lối sống dựa trên sở thích khoả thân cá nhân (Chứng phô dâm), gia đình hoặc xã hội. Nghiên cứu chỉ ra rằng trái ngược với dư luận, những người theo chủ nghĩa tự nhiên là những thành viên điển hình của xã hội tham gia vào các hoạt động xã hội như bóng chuyền, bơi lội và chơi tennis theo cách tương tự như ở các khu nghỉ dưỡng khác, chỉ cần không mặc quần áo. Để phù hợp với chức năng cơ bản của mình, Câu lạc bộ thoát y và khu nghỉ dưỡng khỏa thân có các hoạt động giải trí. Giải trí khỏa thân cũng bao gồm các du thuyền, nơi cung cấp nhiều dịch vụ hoạt động khác nhau. Các địa điểm theo chủ nghĩa khỏa thân cũng tổ chức các sự kiện đặc biệt, chẳng hạn như bữa tiệc Đêm giao thừa. Những người theo chủ nghĩa khỏa thân trẻ tuổi ở Florida thường tổ chức các buổi "bữa tiệc khỏa thân" theo mùa tại một số câu lạc bộ và khu nghỉ dưỡng theo chủ nghĩa khỏa thân/khỏa thân ở Florida.

## Loại hình

### Bãi biển

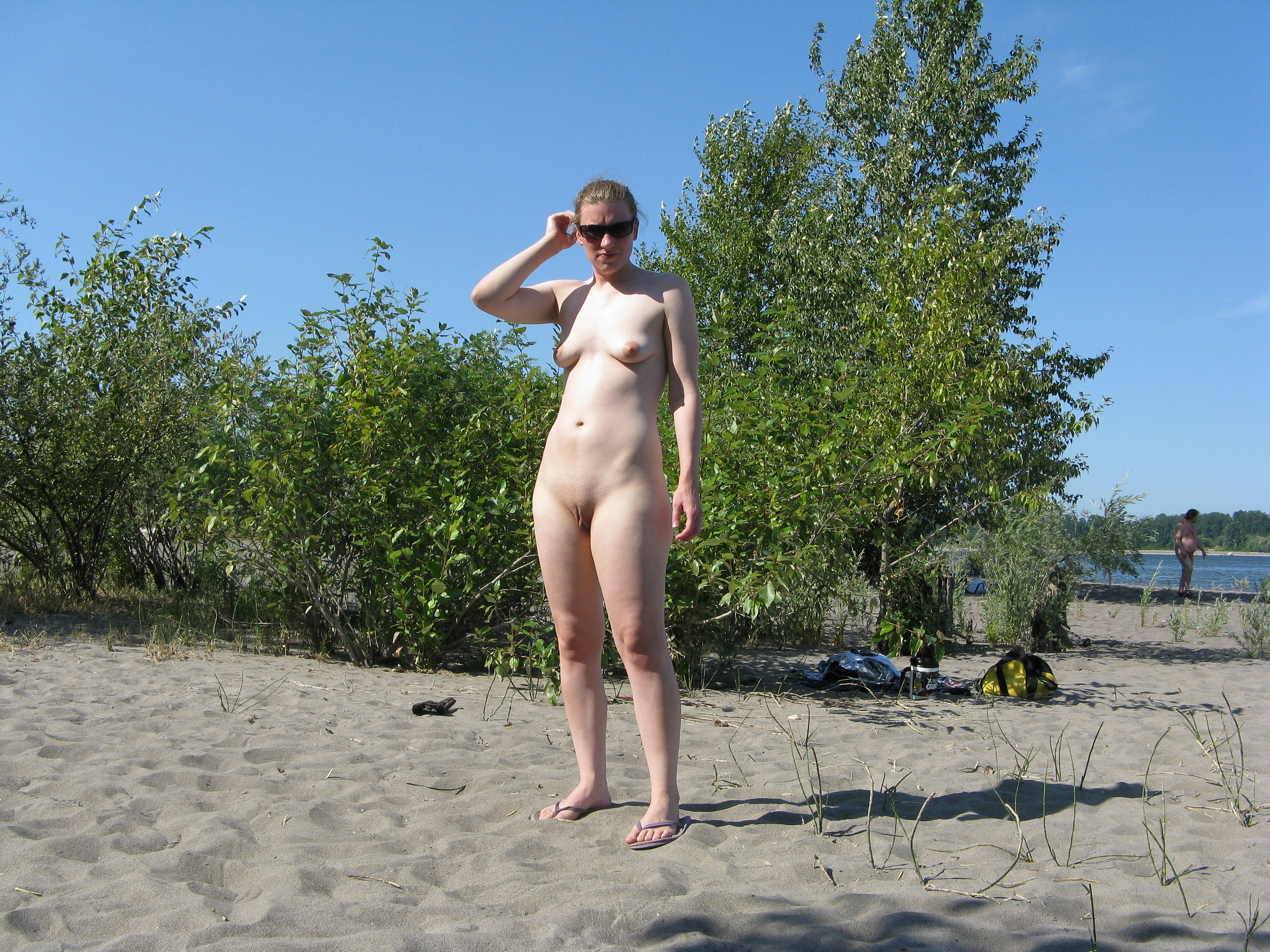
Văn hóa tự do cơ thể của một phụ nữ khỏa thân trên bãi biển

Bãi biển khỏa thân, bãi tắm tiên hay bãi tắm khỏa thân là bãi tắm (có thể ở ven biển hoặc sông, suối) nơi người ta có thể bơi, tắm và tổ chức các hoạt động sinh hoạt trong tình trạng không mặc quần áo. Trên thực tế ở các bãi biển này thường bao gồm hỗn hợp cả người mặc lẫn không mặc quần áo. Việc sử dụng các bãi biển khỏa thân và các dịch vụ cơ sở ở đó thường là bình thường, không yêu cầu đặt trước. Các bãi biển khỏa thân có thể chính thức (bị xử phạt hợp pháp), không chính thức (được người dân và cơ quan thực thi pháp luật thỏa thuận) hoặc bãi biển trong tình trạng bất hợp pháp. Bãi biển có ưu đãi về đồ ăn, ghế bãi biển và ô dù và vòi hoa sen để tắm gội. Ở một số nước châu Âu như Đan Mạch và Thụy Điển tất cả các bãi biển đều có quy định cho mặc quần áo tùy nghi. Các bãi biển ở một số điểm đến trong kỳ nghỉ, chẳng hạn như Crete, cũng không bắt buộc phải mặc quần áo, ngoại trừ một số bãi biển ở trung tâm đô thị. Có hai bãi biển tùy nghi quần áo nằm ở trung tâm Barcelona. Một số khu vực ở Đức dành riêng cho văn hóa Freikörperkultur (khỏa thân) và có cả Lễ hội tắm biển khỏa thân Sydney.

### Đạp xe

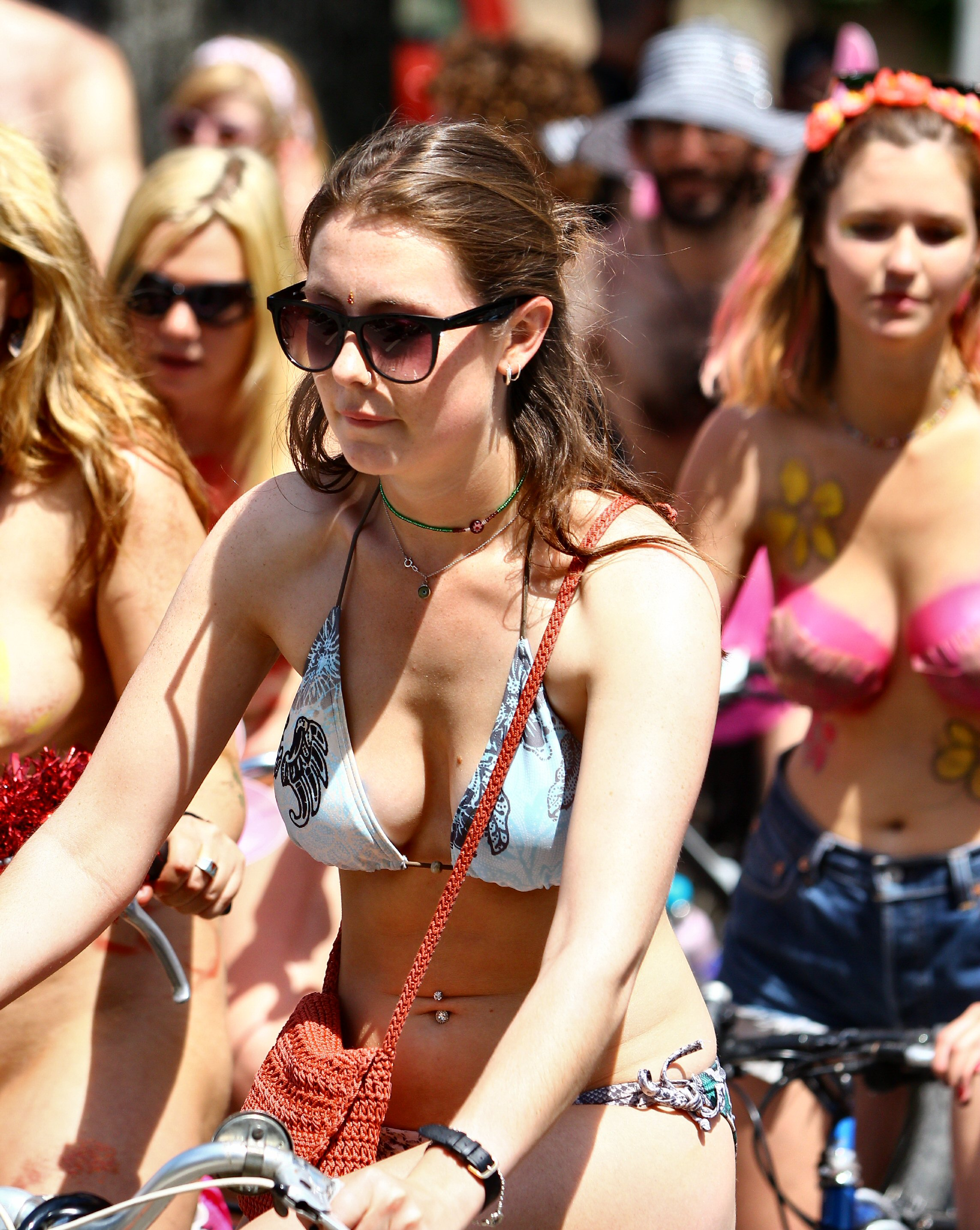
Một cô gái đạp xe mặc bikini

Đạp xe khỏa thân là một sự kiện đi xe đạp trong đó tình trạng khoả thân được cho phép hoặc mong chờ. Có rất nhiều sự kiện đạp xe tùy chọn quần áo trên khắp thế giới. Một số cuộc đưa là thiên về chính trị, giải trí, nghệ thuật hoặc một sự kết hợp độc đáo. Một số được sử dụng để quảng bá quyền tự do lộ ngực, tự do núm vú vốn là một phong trào xã hội nhằm trao quyền cho phụ nữ và trẻ em gái quyền để ngực trần ở nơi công cộng nơi đàn ông và trẻ em trai có quyền đó và thường được mô tả hoặc phân loại là một hình thức Biểu tình khỏa thân nhằm bày tỏ sự phản kháng chính trị, sân khấu đường phố, khỏa thân công cộng và trang phục-giải trí tùy chọn. Bất chấp bầu không khí vui vẻ, cuộc đua xe đạp khỏa thân thế giới hàng năm có lẽ là biểu hiện rõ ràng nhất cho nỗ lực thúc đẩy các phương thức giao thông lành mạnh hơn, bao gồm đi bộ, đi xe đạp và giao thông công cộng, vốn là trụ cột của nền chính trị thay thế xanh sạch đẹp trong nhiều thập kỷ, trong khi không có chính trị gia nào thuộc truyền thống bảo thủ hay dân chủ xã hội kêu gọi mọi người lái xe ít hơn, mua ít ô tô hơn và thay vào đó là đi xe đạp
Lễ hội đạp xe khỏa thân thế giới (World Naked Bike Ride/WNBR) hay Diễu hành đạp xe khoả thân thế giới là sự kiện được tổ chức hàng năm tại thị trấn và các thành phố lớn trên toàn thế giới giúp nâng cao nhận thức về vấn đề an toàn cho người tham gia giao thông đồng thời mang theo thông điệp chống biến đổi khí hậu, một cái nhìn tích cực về một thế giới sạch hơn, an toàn hơn.. Trang phục phương châm motto là "Hãy dám cởi trần" ("bare as you dare"). Đến năm 2010, WNBR đã mở rộng đến giai đoạn cưỡi ở 74 thành phố, tại 17 quốc gia, từ Mỹ đến Vương quốc Anh và Hungary tới Paraguay. Ngày 29 tháng 6 năm 2015 tại Portland, Mỹ, hàng nghìn người xuống đường trong tình trạng không mảnh vải che thân để tham gia vào Cuộc đua xe đạp "thoát y" lần thứ 12 diễn ra thường niên trên thế giới.

### Vẽ thân

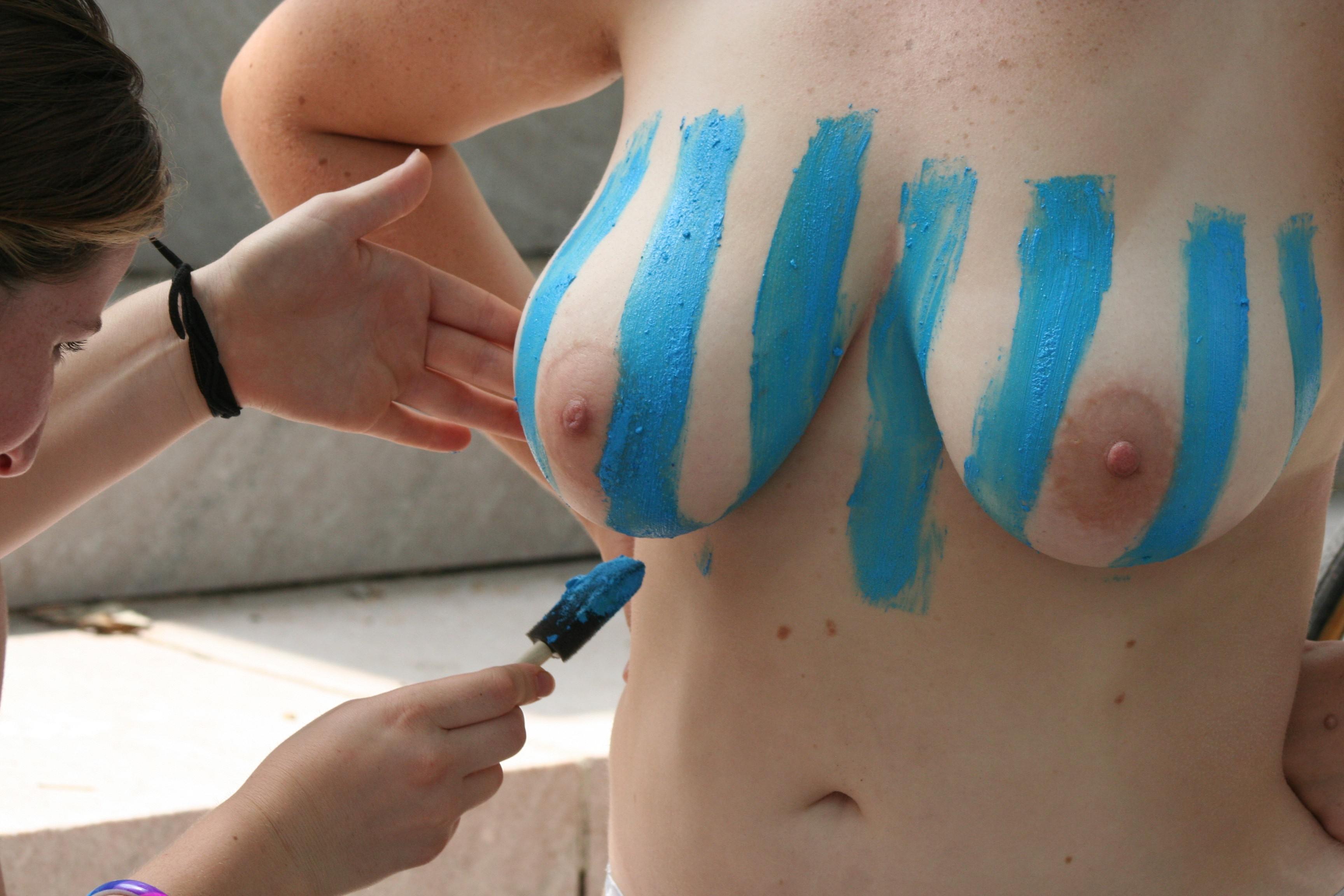
Vẽ lên thân thể bằng sơn sọc xanh màu áo đội tuyển Argentine

Nghệ thuật vẽ trên cơ thể (chẳng hạn như vẽ trên cơ thể/Body painting) là một hình thức thể hiện sáng tạo phổ biến được sử dụng để thúc đẩy sự tự do của cơ thể và thường là một phần của các sự kiện tùy chọn về trang phục khác. Bởi vì cơ thể được che phủ về mặt kỹ thuật, nếu hoàn thành trong bức tranh toàn thân riêng tư không vi phạm luật chống khỏa thân nơi công cộng, để cảnh sát đưa ra quyết định từng trường hợp dựa trên các luật khác. Vào khoảng thập niên 60 của thế kỷ 20, trong bối cảnh xã hội bắt đầu cởi mở hơn với hình ảnh khỏa thân, đã có một sự hồi sinh của vẻ lên cơ thể trong xã hội phương Tây, các nghệ sĩ phương Tây bắt đầu tìm kiếm ở nghệ thuật vẽ cơ thể những cách biểu đạt mới của Nghệ thuật khỏa thân, theo cách khiêu gợi và gây sốc, để thông điệp của họ gây được chú ý. Thậm chí ngày nay có một cuộc tranh luận liên tục về tính hợp pháp của nghệ thuật vẽ lên cơ thể là một hình thức nghệ thuật. Sự hồi sinh hiện đại có thể có từ dịp Hội chợ Thế giới 1933 tại Chicago khi Max Factor, Sr. và người mẫu Sally Rand của mình bị bắt vì gây ra một sự xáo trộn công chúng khi ông vẽ lên cơ thể cô bằng đồ hóa trang mới của mình theo cách thức cho các phim Hollywood. Hình trên cơ thể ngày nay tiến triển theo hướng thần thoại cá nhân, như Jana Sterbak, Rebecca Horn, Youri Messen-Jaschin hoặc Javier Perez.

### Tiệc tùng

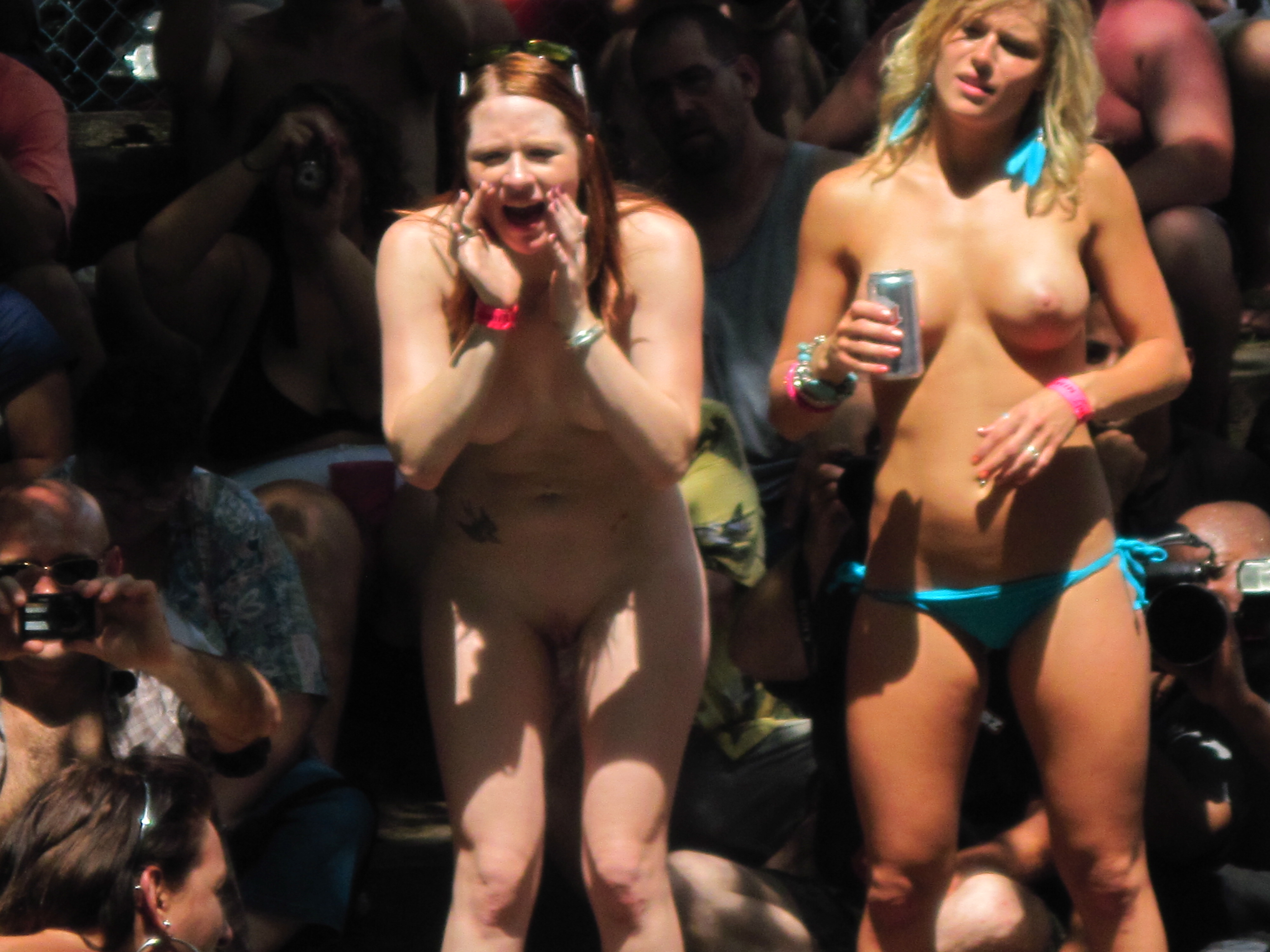
Một bữa tiệc khỏa thân

Một buổi tiệc khỏa thân (Nude party) hay bữa tiệc khỏa thân (Naked party) là một bữa tiệc mà ở đó người tham gia phải khỏa thân tập thể. Loại tiệc tùng này trở nên có liên quan với các trường đại học và những người ở độ tuổi sinh viên, thu hút sự chú ý trong những năm gần đây, đặc biệt là sau bữa tiệc khỏa thân được tổ chức ở đại học Brown và đại học Yale. Những người tham gia tiệc khỏa thân thường thuật lại rằng họ không còn cảm thấy ngượng ngùng nữa chỉ sau vài phút, bởi vì tất cả mọi người đều cởi bỏ quần ảo trước khi bước vào buổi tiệc, và bởi vì thân thể khỏa thân của tất cả mọi người đều được chấp nhận, bất kể thể hình như thế nào. Theo các bản báo cáo, đa số các buổi tiệc khỏa thân sinh viên đều không có quan hệ tình dục. Tại đại học Brown, sự trần truồng được cho là "thiên về cuộc thử nghiệm giao tiếp xã hội hơn là một cuộc thử nghiệm tình dục". Ngoài ra còn có các hình thức giải trí khác như Vũ công thoát y sẽ biểu diễn múa thoát y, Múa khiêu dâm trong các hộp đêm hay Câu lạc bộ thoát y hoặc tham gia ăn uống tại những nhà hàng khỏa thân với món tiệc nhân thể (Nyotaimori/Nữ thể thình).

### Nhà hàng khỏa thân

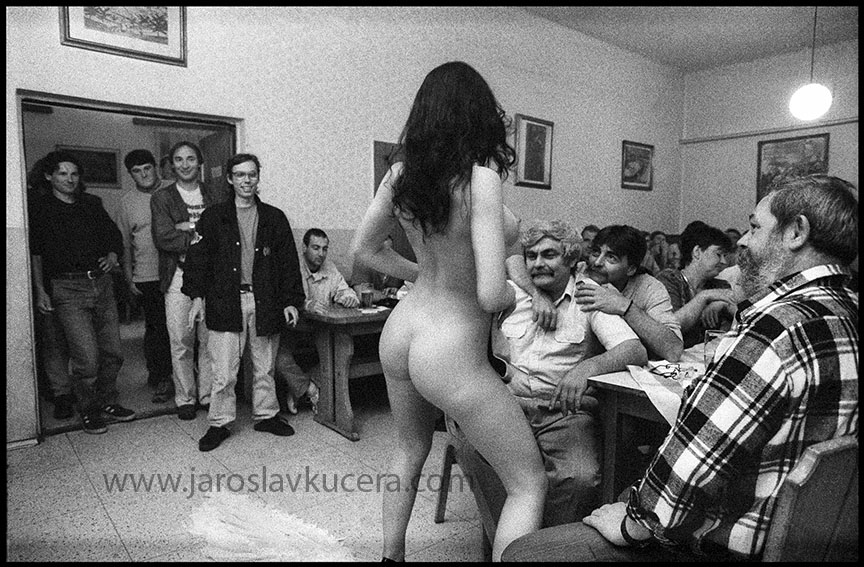
Khỏa thân trong một nhà hàng

Nhà hàng khỏa thân là những nhà hàng cho phép thực khách của mình khỏa thân tự do hợp lệ khi ăn uống. Trên thực tế ở các nhà hàng này thường bao gồm hỗn hợp cả người mặc lẫn không mặc quần áo. Nước Anh có nhà hàng khỏa thân đầu tiên The Bunyadi ở London. Nhật Bản có nhà hàng khỏa thân đầu tiên The Amrita.

## Hình ảnh

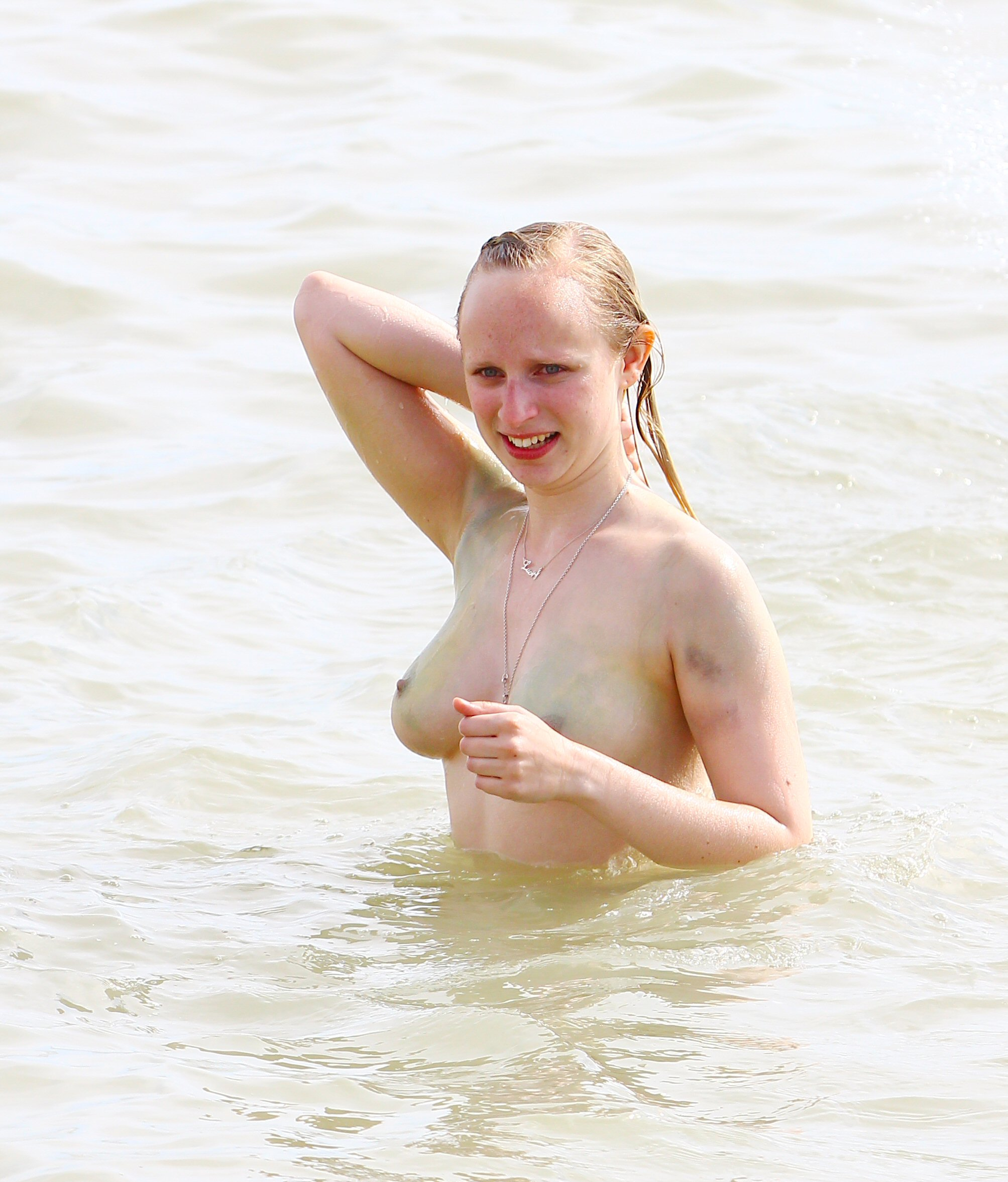
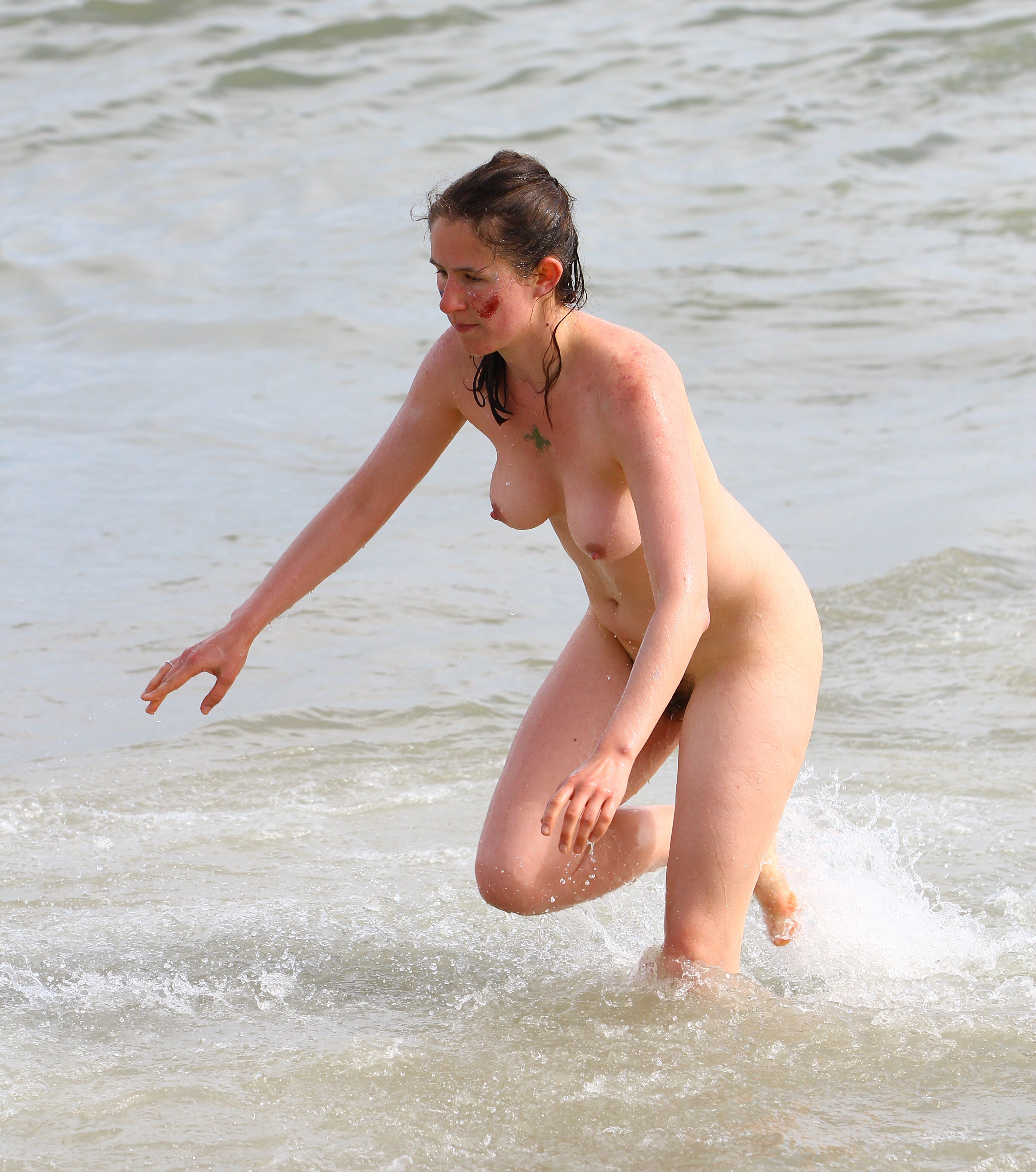
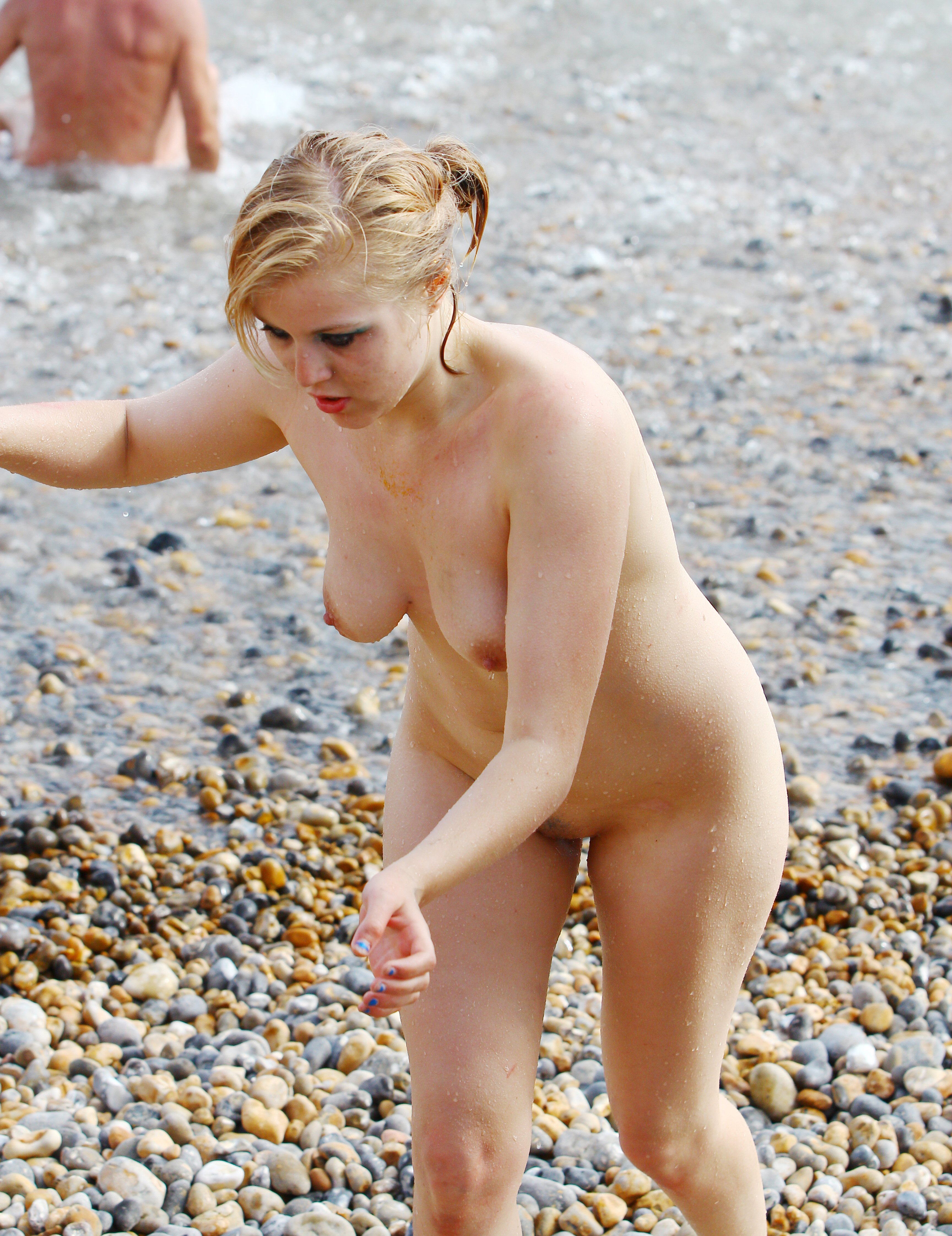
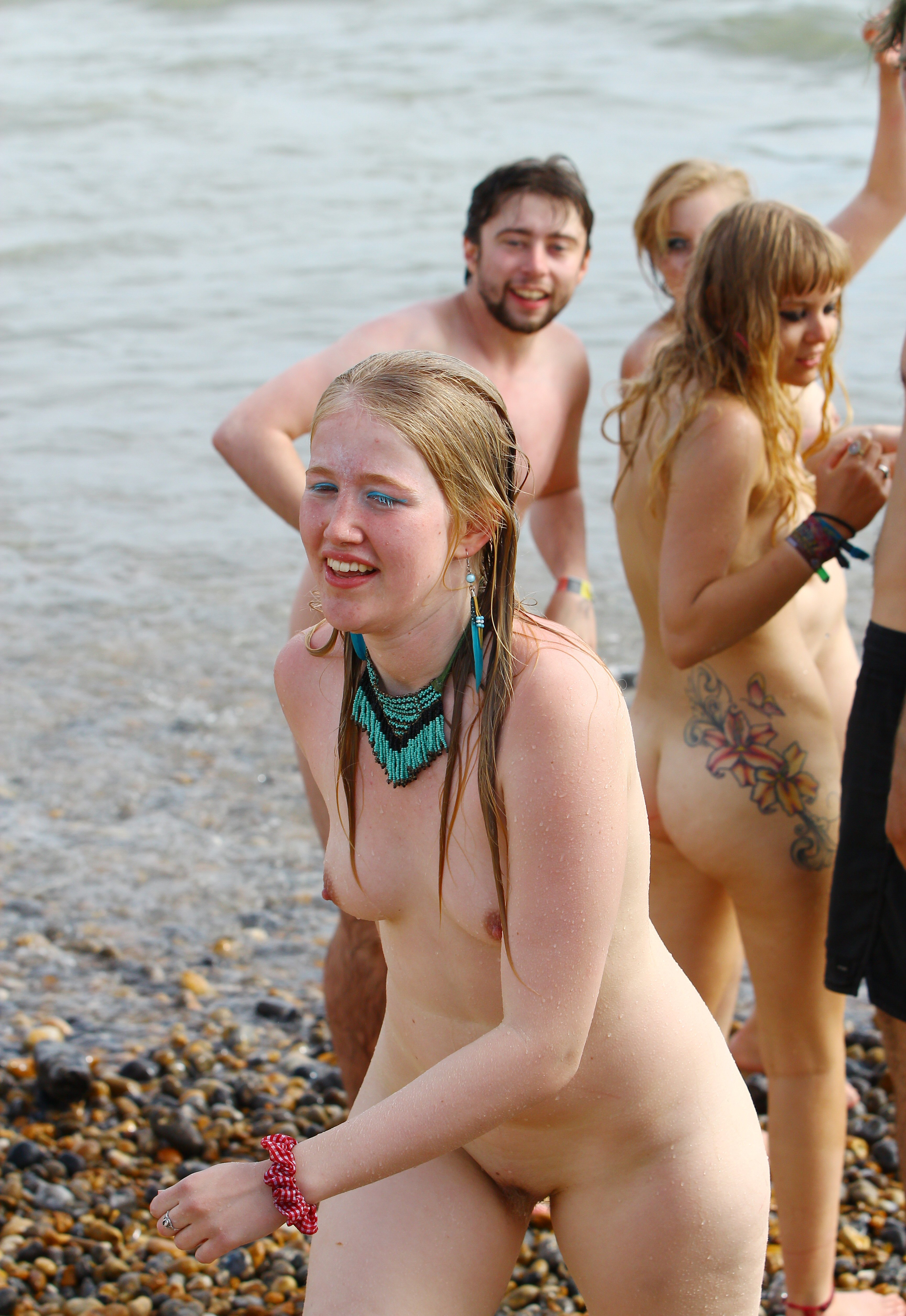
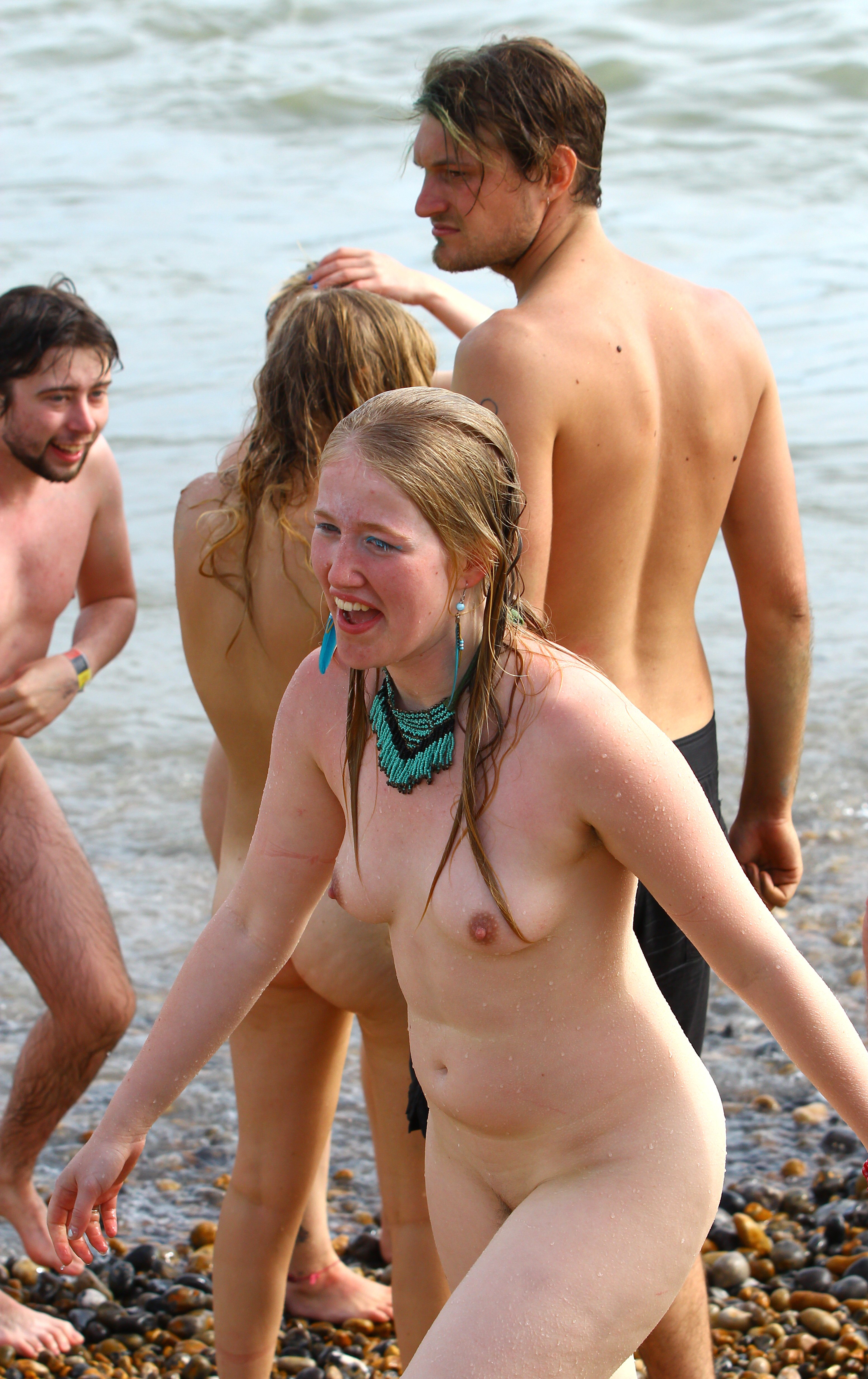
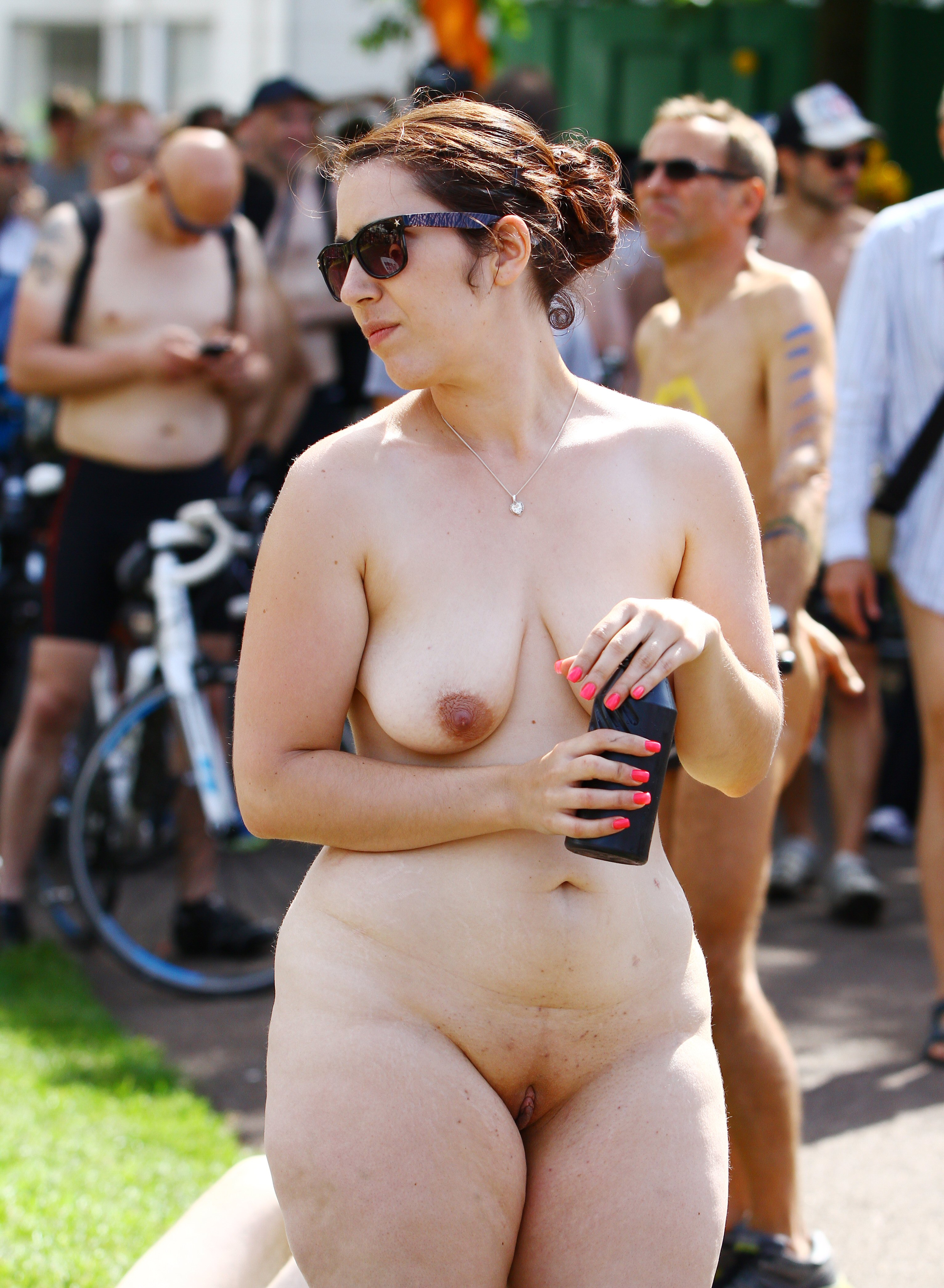
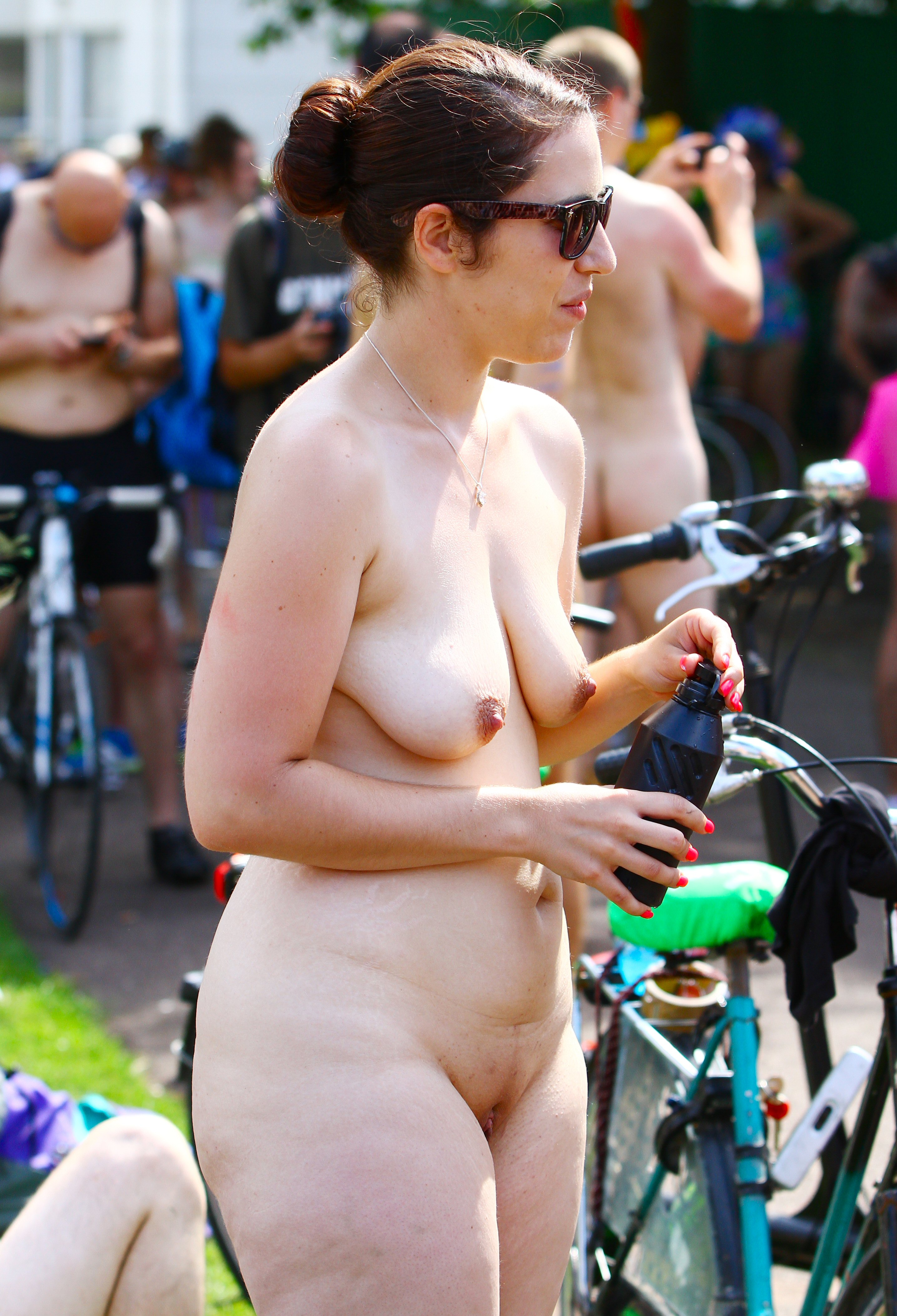
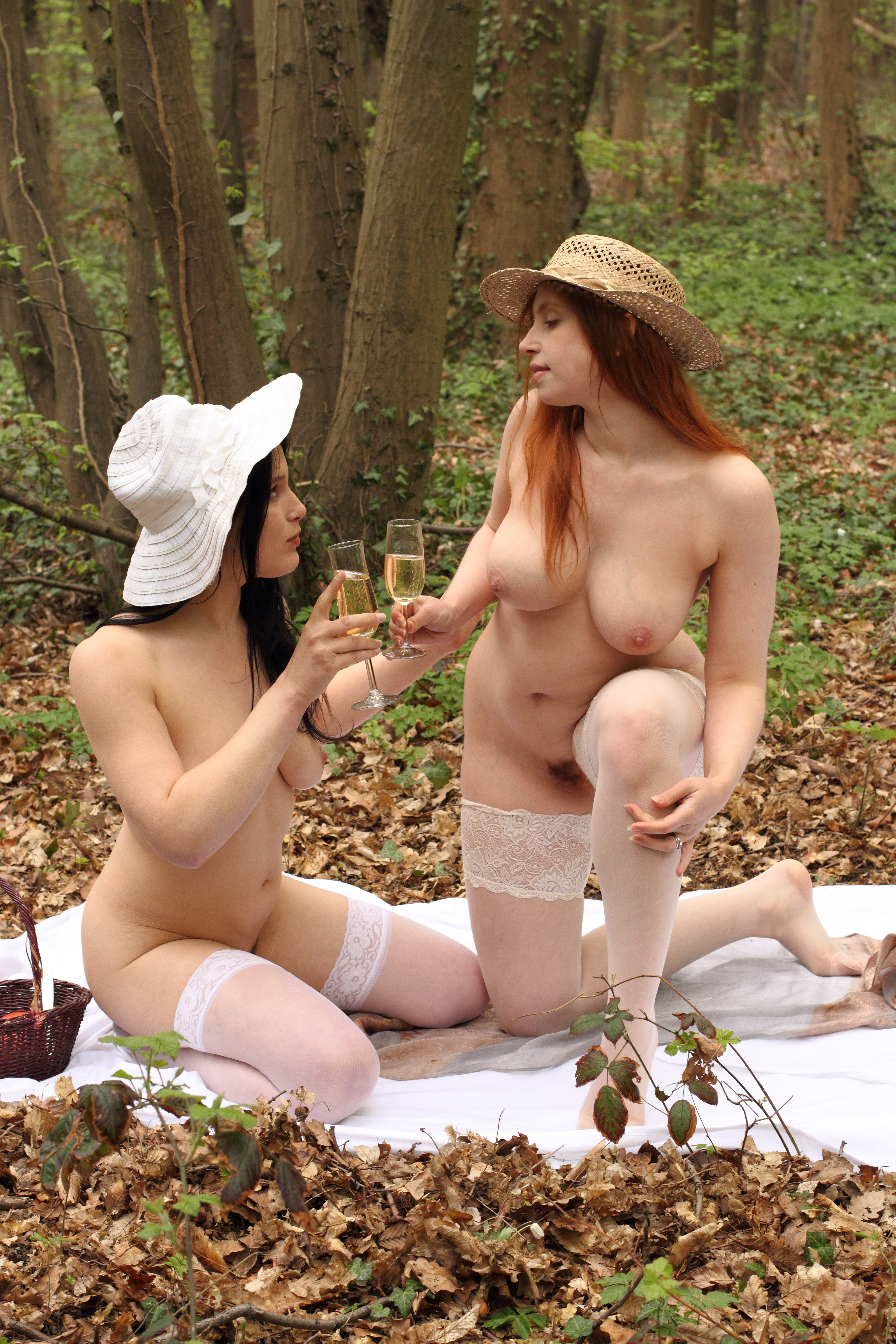
Khoả thân dã ngoại
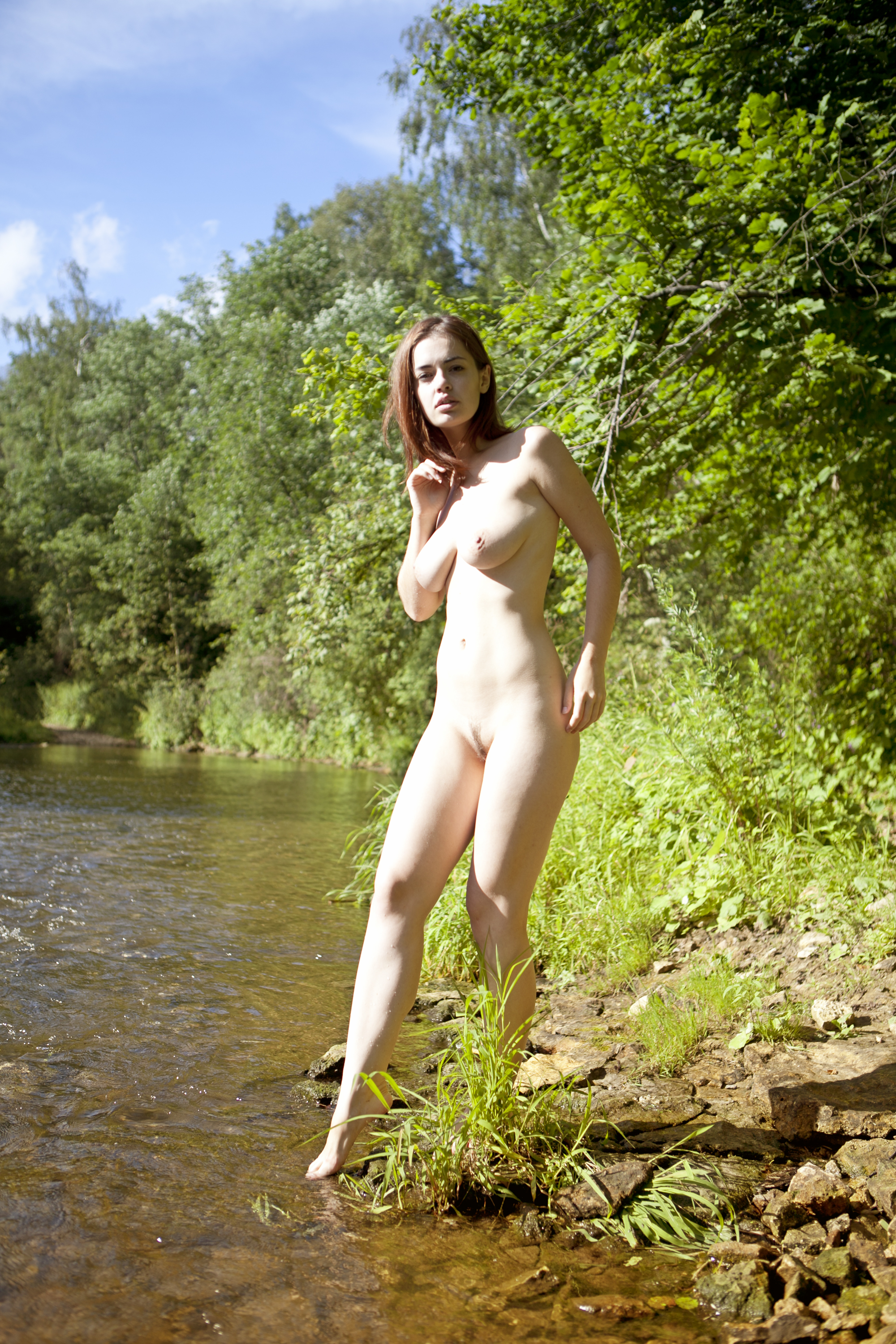
Khỏa thân trong tự nhiên
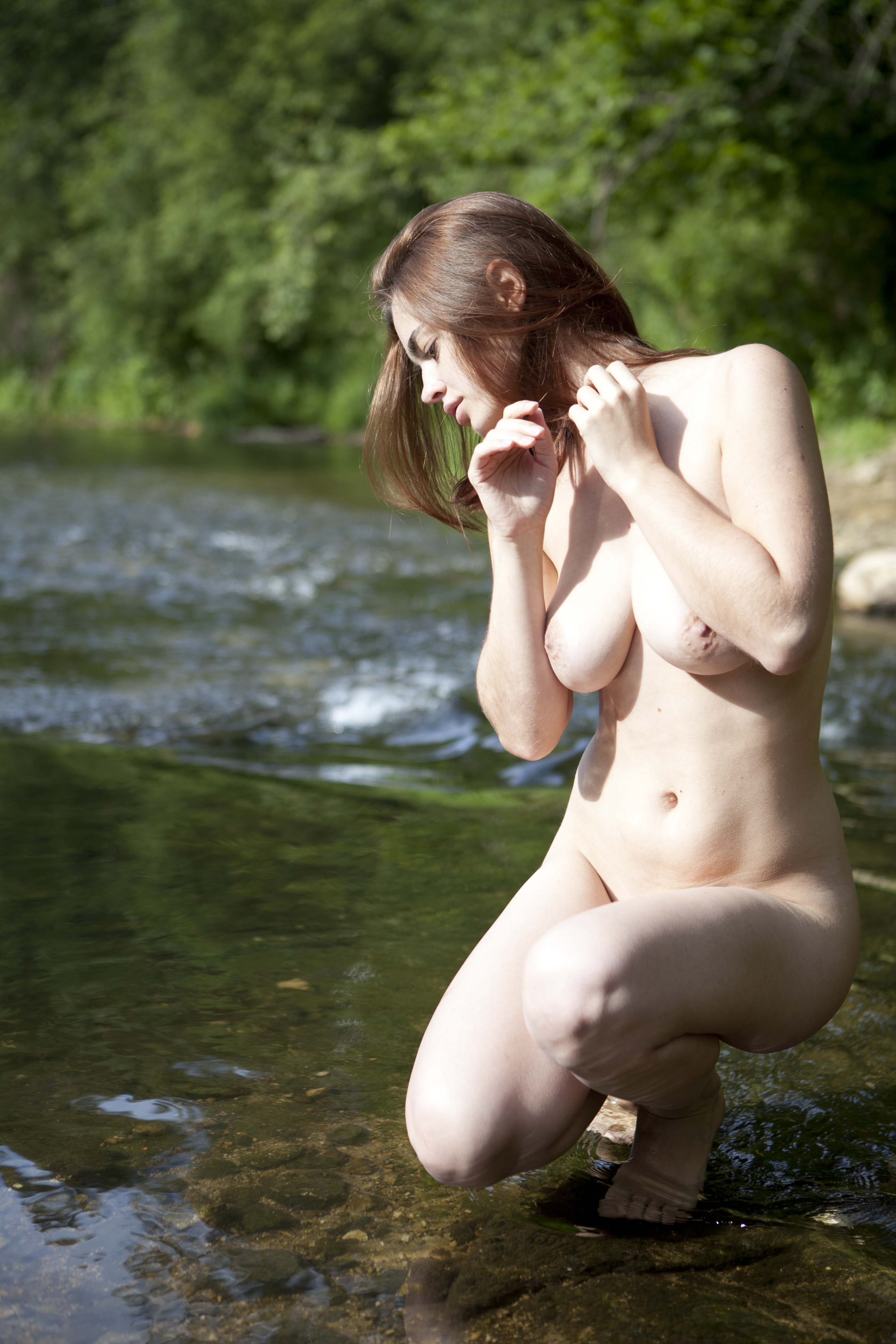
Khỏa thân ngoài tự nhiên
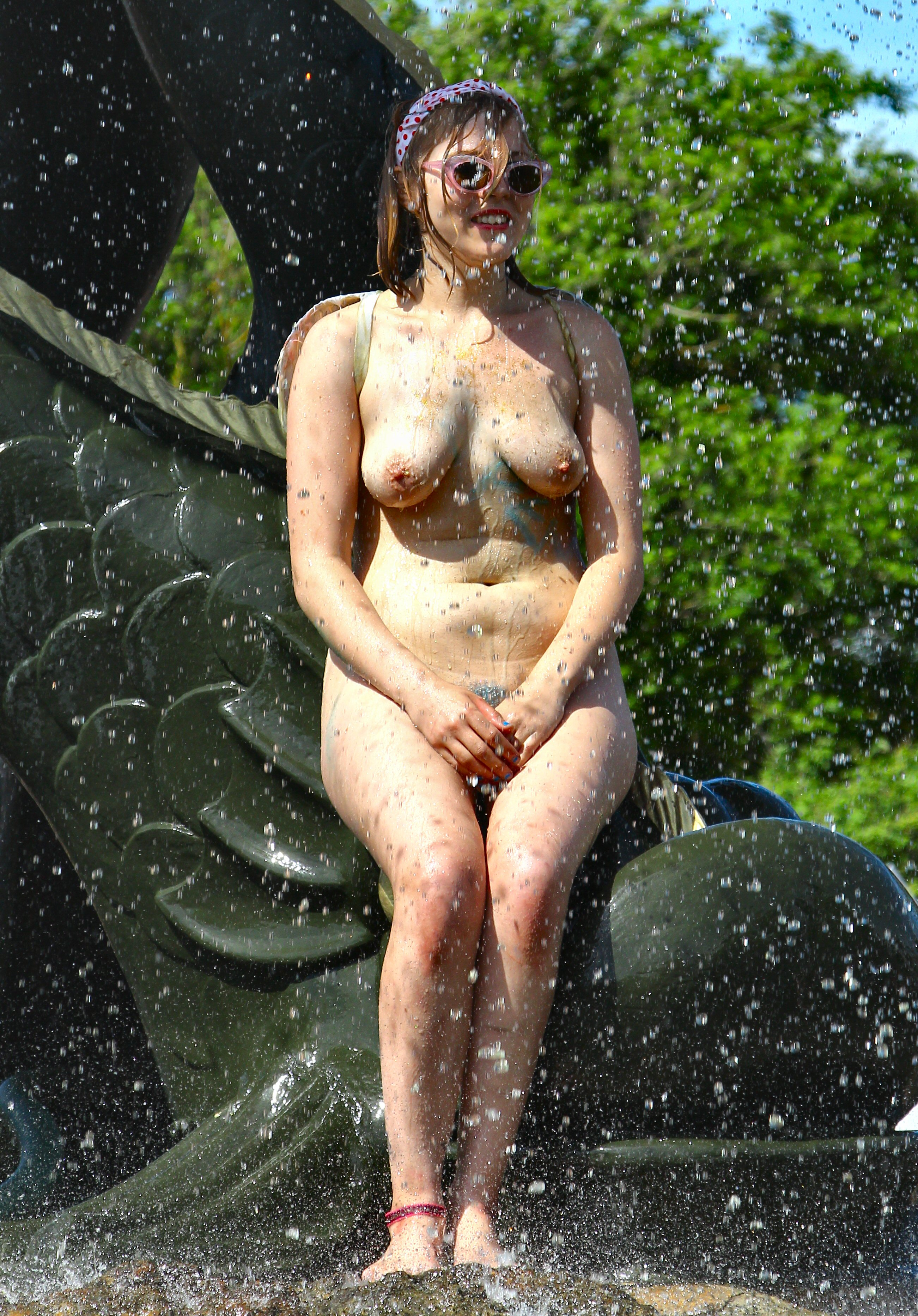
Một phụ nữ khỏa thân nơi công cộng

## Chú thích

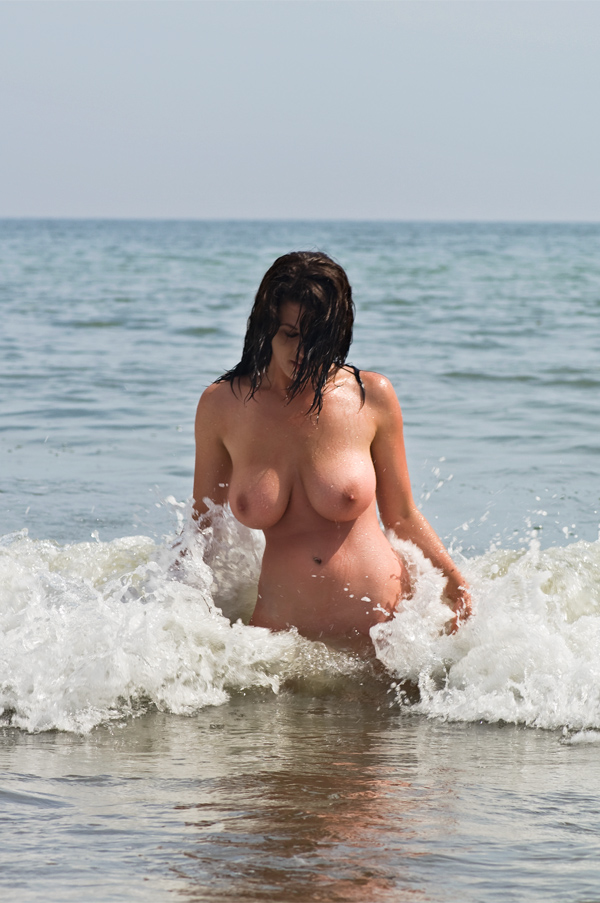
Một phụ nữ đang tắm biển khỏa thân